# Al-Irfan
Die arabischsprachige al-Irfan (arabisch العرفان, DMG ʿIrfān ‚„Die Erkenntnis“‘), eine schiitische Reformzeitschrift, wurde 1909 von Aḥmad ʿĀrif az-Zain (1884–1960) in Beirut gegründet. Ab 1910 wurde die Herausgabe in den Südlibanon nach Saidā in eine eigene Druckerei verlegt. Az-Zain, der zuvor bereits für verschiedene Zeitschriften, u. a. der Ṯamarāt al-funūn (1875–1908), arbeitete, hatte die Leitung bis 1960 inne. Gemeinsam mit Aḥmad Riḍā (1872–1953) und Sulaimān Ẓāhir (1873–1960) leitete er mit dieser enzyklopädischen Bildungszeitschrift eine neue Etappe der Nahḍa im Südlibanon ein.
Der Untertitel (maǧalla ʿilmīya, adabīya, aḫlāqīya, iǧtimāʿīya) verdeutlicht, dass es sich um eine Zeitschrift für Wissenschaft, Literatur, Moral und gesellschaftliche Fragen handelte. Im Vorwort zur ersten Ausgabe wurde zudem formuliert, dass keine politischen sowie kontroversen religiösen Beiträge erscheinen sollten. Die erklärten Ziele waren, mit dieser Zeitschrift ein geeignetes Aufklärungsorgan für ein breites Publikum zu schaffen, das das Wohl der Völker garantieren sowie dem Fortschritt dienen sollte. Da der Südlibanon bisher davon ausgeschlossen wurde, wollte der Herausgeber mit der Gründung von al-ʿIrfān diese Initiative ergreifen.
Ab 1910/1911 wurde das inhaltliche Spektrum erweitert: es erschienen Beiträge zu technischem Fortschritt und neuen Erfindungen, zur Geschichte der Schiiten sowie Frauenthemen wie Erziehung und Emanzipation. Zahlreiche Abbildungen sollten der Zeitschrift ein moderneres Aussehen verleihen und sich wahrscheinlich an diejenigen richten, die nicht lesen konnten. Ab 1922/23 erschien eine Seite mit Witzen und Anekdoten, um vermutlich ein breiteres Publikum anzusprechen. Themen wie Rechte, Freiheit und Demokratie wurden nach und nach aufgegriffen.
Al-ʿIrfān wollte, im Unterschied zu anderen Vorbildern wie al-Muqtaṭaf und al-Hilāl, ein Sprachrohr für die religiöse Gruppe der arabischen Schiiten sein. Dies zeigte sich explizit z. B. im Titelbild des 5. Jahrgangs mit dem Zusatz šuʿūn aš-šīʿa („die Belange der Šīʿa“). Von den Abonnenten waren 90 % Schiiten aus dem Libanon, dem Irak, Bahrein, Kuwait und anderen Ländern. Az-Zain sah sich als Reformer, der die islamische Welt als eine kulturelle und nicht nur religiöse Einheit auffasste.
Die Ziele und Inhalte der Zeitschrift veränderten sich im Laufe der Zeit. Statt Aufklärung und Fortschritt zu verbreiten, standen nun aktuelle und politische Themen im Vordergrund. Nach der Unabhängigkeit des Libanon 1943 lag der thematische Fokus zunehmend auf den Rechten der Schiiten im Libanon.
Az-Zains Sohn Nizār übernahm nach dem Tod seines Vaters 1960 die Leitung der Zeitschrift, die nun überwiegend literarische Themen behandelte. Nach dessen Tod 1981 ging die Herausgabe an seinen Neffen Fuʿād az-Zain über.